# Кабесейрас
Кабесейрас (порт. Cabeceiras) — муниципалитет в Бразилии, входит в штат Гояс. Составная часть мезорегиона Восток штата Гойяс. Входит в экономико-статистический микрорегион Энторну-ду-Дистриту-Федерал. Население составляет 6975 человек на 2006 год. Занимает площадь 1127,601 км². Плотность населения — 6,2 чел./км².
Праздник города — 15 ноября.

## Статистика
- Валовой внутренний продукт на 2003 год составляет 70 483 879,00 реалов (данные: Бразильский институт географии и статистики).
- Валовой внутренний продукт на душу населения на 2003 год составляет 10 250,71 реалов (данные: Бразильский институт географии и статистики).
- Индекс развития человеческого потенциала на 2000 год составляет 0,695 (данные: Программа развития ООН).